# Brloh (Pardubice)
Brloh é uma comuna checa localizada na região de Pardubice, distrito de Pardubice.